# Ringnavn
Et ringnavn er et kunstnernavn, der bliver brugt af en wrestler, kampsportudøver eller bokser.
Ringnavne blev tidligere brugt for at hemmeligholde wrestlernes identitet fra wrestlingfans, eller fordi deres rigtige navne blev betragtet som kedelige og upassende. Med internettet er det i dag forholdsvist nemt at finde ud af en wrestlers rigtige navn set i forhold til tidligere. Eksempelvis er Shawn Michaels' rigtige navn Michael Shawn Hickenbottom, mens Roddy Piper blev født Roderick George Toombs. I de seneste år er flere wrestlere dog begyndt at bruge deres rigtige navn (eller en variation af dette) som ringnavn, heriblandt David Bautista (Batista) og Richard Fliehr (Ric Flair). Hvor nogle mandlige wrestlere bruger deres efternavn, som for eksempel Goldberg, så gør kvindelige wrestlere ofte brug af deres fornavn. I blandt wrestlere er det almindelige at omtale hinanden ved brug af ringnavn, men Bret Hart har for eksempel i interviews omtalt The Undertaker, Mr. Perfect og Diesel som deres rigtige navne Mark Calaway, Curt Hennig, Kevin Nash. Det er derimod direkte uhøfligt for en wrestlingfan at kalde en wrestler ved sit rigtige navn.
Wrestlingorganisationer har ofte ringnavnene som varemærke, når det er organisationens forfattere, der har skabt en speciel gimmick eller rolle for en wrestler. Det er derfor almindeligt, at en wrestler skifter ringnavn gennem sin karriere samtidig med, at han eller hun skifter mellem de forskellige wrestlingorganisationer. Wrestleren Ed Leslie wrestlede i 1980'erne under ringnavnet Brutus Beefcake, men da han skiftede til World Championship Wrestling i 1994, måtte organisationen finde på et nyt ringnavn til ham. Det var dog imidlertid ikke muligt at finde et ringnavn, der ville give ham lige så stor succes som Brutus Beefcake, og det endte med, at Ed Leslie wrestlede under 7-8 forskellige ringnavne i World Championship Wrestling i 1990'erne. I sjældne tilfælde er der andre, der ejer rettighederne til brugen af ringnavne. Eksempelvis har Marvel Comics tidligere ejet ringnavnet Hulk Hogan (Terry Bollea). Derudover ejer Steve Borden selv rettighederne til ringnavnet Sting, mens Jim Hellwig ændrede sit rigtige navn til Warrior for at sikre rettighederne til ringnavnet, så World Wrestling Entertainment ikke brugte det.
| Sport | Spire Denne artikel om sport er en spire som bør udbygges. Du er velkommen til at hjælpe Wikipedia ved at udvide den. |